# Jaxartosaurus aralensis
Jaxartosaurus aralensis es una especie y tipo del género extinto Jaxartosaurus ("lagarto del Jaxartes") de dinosaurio ornitópodo lambeosaurino, que vivió a finales del período Cretácico, hace aproximadamente 84 millones de años durante el Campaniense, en lo que hoy es Asia. El género fue nombrado en 1937 por Riabinin, que tiempo después nombró a la especie tipo, Jaxartosaurus aralensis, siendo encontrada en Dabrazinskaya Svita, en el sitio de Alim Tau, Syderinskaya Oblast, Kazajistán. 